# Пьер, Гюстав Рене
Гюстав (Густав) Рене Пьер (фр. Gustave René Pierre; 7 или 10 марта 1875, Верден — 19 марта 1939, Париж) — французский художник и гравёр.

## Биография
Мастерству живописи обучался в парижской Национальной высшей школе изящных искусств. Ученик Гюстава Моро и Фернана Кормона.
Жил и творил в Реймсе.
Член общества французских художников (Société des artistes français). Участник Салонов.
В 1933 году стал кавалером ордена Почётного легиона.

## Творчество
Несколько картин художника хранятся сейчас в музее изобразительных искусств в Реймсе.

Некоторые работы
Купальщицы
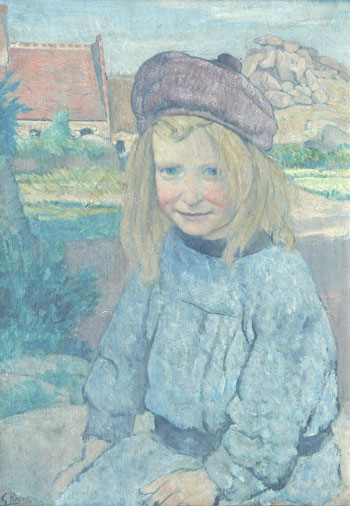
Портрет девочки